# Science Reports of the Tohoku Imperial University
Science Reports of the Tohoku Imperial University (abreviado Sci. Rep. Tohoku Imp. Univ., Ser. 4, Biol.) es una revista con ilustraciones y descripciones botánicas que es publicada en Sendai (Miyagi) desde 1924 hasta ahora, con el nombre de Science Reports of the Tohoku Imperial University. Series 4, Biology. (Tohoku teikoku-daigaku rikwa hokoku). Fue suspendida durante los años 1937-1943.